# Referendum abrogativi in Emilia-Romagna del 1990
Il referendum abrogativo in Emilia-Romagna del 1990 era un referendum su due quesiti riguardanti la caccia. 
Il referendum era stato proposto dalla Confagricoltura Emilia Romagna, dalla sezione regionale di WWF Italia, della LIPU e della Lega Verde ma non raggiunse il quorum necessario all'abrogazione delle due leggi regionali.
Il presidente della regione Luciano Guerzoni e la maggioranza nel consiglio regionale del Partito Comunista Italiano si schierarono per il Sì a tutti e due i quesiti assieme al Partito Socialista Italiano e venne appoggiato anche dai Verdi Arcobaleno. 

## I quesiti e le schede

### Primo quesito
- Colore scheda: grigio

### Secondo quesito
- Colore scheda: rosa

## Affluenza

### Affluenza totale
|                     | TOTALE    | PERCENTUALE % | PERCENTUALE %       |
| ------------------- | --------- | ------------- | ------------------- |
| Iscritti alle liste | 3 316 685 | 100,00%       | SUL TOTALE ELETTORI |
| Votanti             | 1 265 615 | 38,10%        | SUL TOTALE ELETTORI |

### Affluenza per provincia
| AFFLUENZA PER PROVINCIA | AFFLUENZA |
| Bologna                 | 40,45%    |
| Forlì-Cesena            | 27,03%    |
| Ferrara                 | 48,00%    |
| Modena                  | 41,12%    |
| Parma                   | 40,11%    |
| Piacenza                | 38,47%    |
| Ravenna                 | 26,29%    |
| Reggio Emilia           | 44,00%    |
| TOTALE                  | 38,10%    |